# Glyptothek

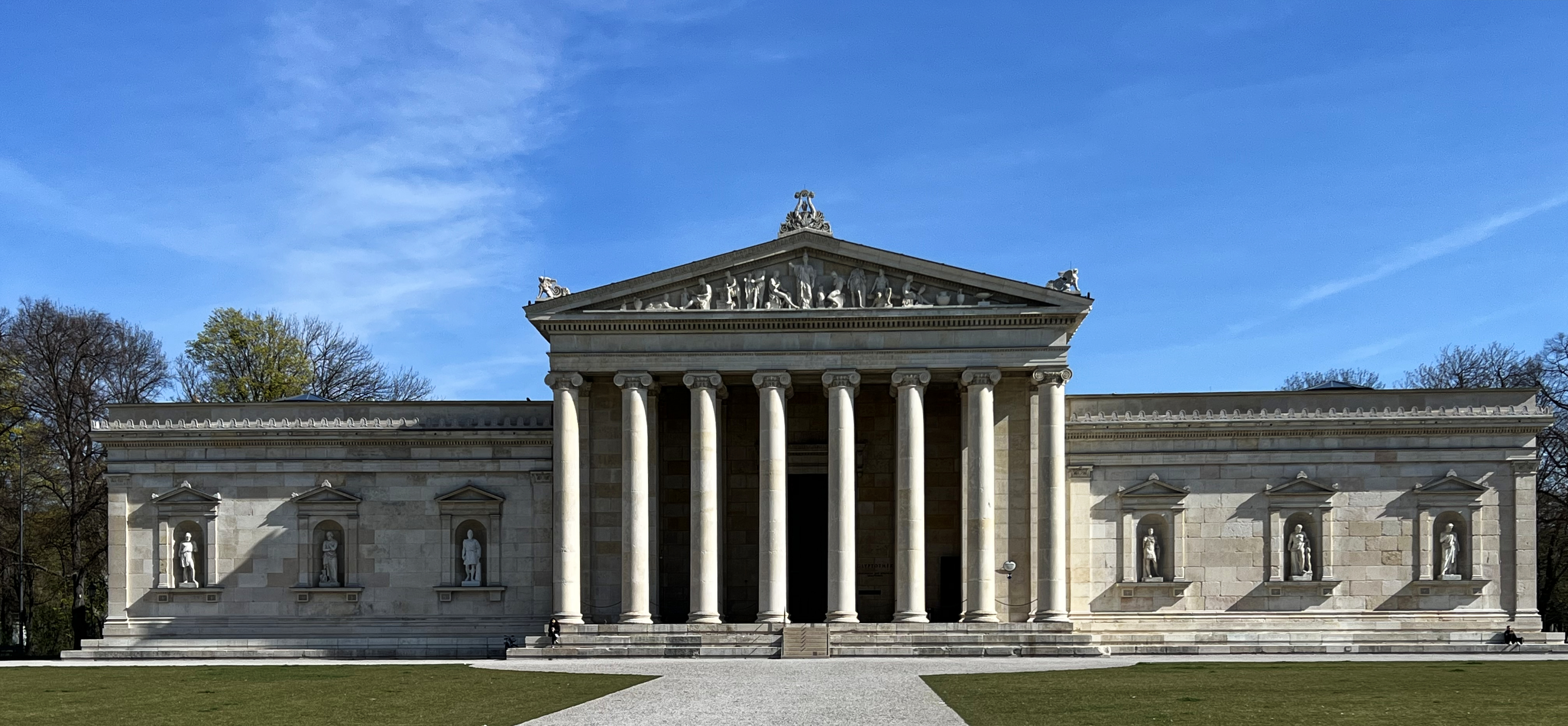
Glyptothek München, 2023

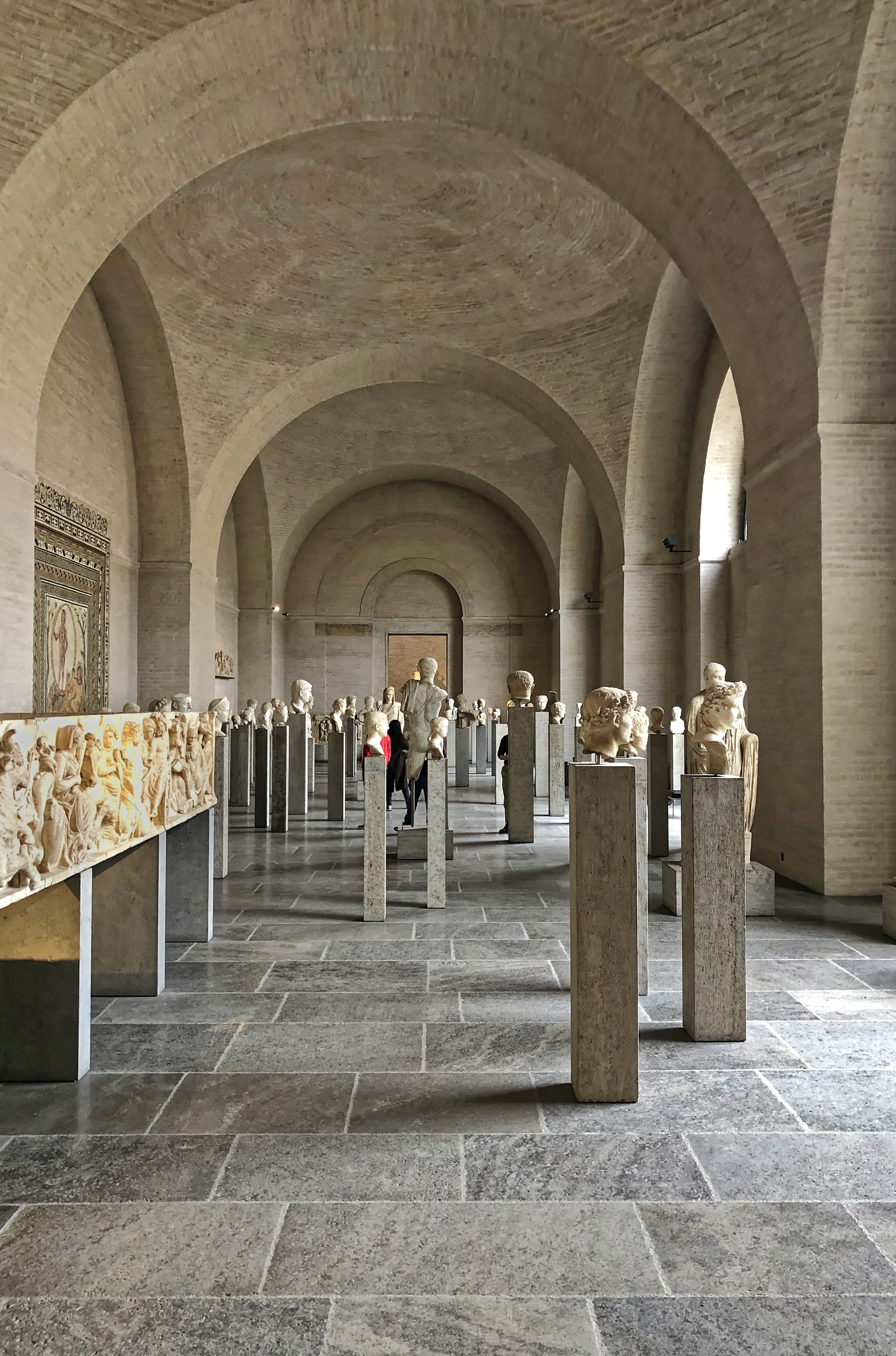
Glyptothek München innen

Eine Glyptothek (ⓘ) ist eine Sammlung antiker Steinskulpturen und geschnittener Steine.
Der Begriff Glyptothek wurde vom Bibliothekar des bayerischen Königs Ludwig I. erfunden und vom altgriechischen γλυπτός glyptós „geschnitzt, graviert“ (hier im Sinne von „in Stein geschnitten“) sowie θήκη thḗkē „Ablage, Aufbewahrungsort“ abgeleitet. Die Wortbildung erfolgte in Analogie zu „Pinakothek“ (von Pinax: Tafelbild, Gemälde).
Folgende Skulpturen-Museen führen heute diesen Namen:
- Glyptothek in München am Königsplatz
- Ny Carlsberg Glyptotek in Kopenhagen
- Glyptothek (Athen), Museum für moderne Skulpturen
- Glyptothek der Akademie der bildenden Künste Wien
- Glyptothek der kroatischen Akademie der Wissenschaft und Kunst in Zagreb